# ГАИСФ
Всемирное объединение международных спортивных федераций (англ. Global Association of International Sports Federations) — международная организация, объединяющая международные федерации по видам спорта (включённым и не включённым в программу Олимпийских игр), оргкомитеты мультиспортивных игр и различные спортивные организации.

## Описание
Из 115 членов ассоциации имеют полное членство 95 — это международные спортивные федерации и Международная федерация студенческого спорта; ассоциированное членство предоставлено ещё 20 различным спортивным организациям. Помимо членов в деятельности организации принимают участие 10 международных спортивных федераций, имеющих статус наблюдателей.
Постоянно действующим руководящим органом ассоциации является исполком, члены которого избираются сроком на четыре года. Действующий президент — Рафаэль Кьюлли, президент Международного Союза водно-моторного спорта.
Руководством входящих в состав ассоциации спортивных федераций инициировано проведение регулярных мультиспортивных мероприятий:
- Всемирные игры единоборств «Спорт-Аккорд» (SportAccord World Combat Games) c 2010 г.,
- Всемирные интеллектуальные игры «Спорт-Аккорд» (SportAccord World Mind Games) с 2011 г.,
- Всемирные пляжные игры «Спорт-Аккорд» (SportAccord World Beach Games) с 2013 г.,
- Всемирный саммит бизнеса и спорта «Спорт-Аккорд» (SportAccord International Convention) с 2013 г., совместно с ASOIF (Ассоциация летних Олимпийских международных федераций) и AIOWF (Ассоциация международных Олимпийских федераций зимних видов спорта).
- Всемирный городские игры (World Urban Games) с 2019 г.

## История
21 апреля 1967 года в Лозанне была образована «Генеральная ассамблея международных спортивных федераций», ГАМСФ (англ. General Assembly of International Sports Federations, GAISF). В неё вошли 26 международных спортивных федераций (авиационного спорта, баскетбола, бобслея, борьбы, боулинга, велосипедного спорта, волейбола, гандбола, гимнастики, гребли, дзюдо, каноэ, конного спорта, лыжного спорта, мотоциклетного спорта, плавания, роллер спорта, санного спорта, современного пятиборья, стрелкового спорта, тяжелой атлетики, фехтования, хоккея, хоккея на траве, а также Международной федерации университетского спорта и Всемирного союза Маккаби). В 1976 году офис организации был перенесён из Лозанны в Монако и название было изменено на «Генеральная ассоциация международных спортивных федераций» (англ. General Association of International Sports Federations).
В марте 2009 года произошло очередное переименование и ассоциация стала называться «Международный конвент „Спорт-Аккорд“». Переименование было принято во время 7-го Международного съезда в Денвере в 2009 году. Штаб-квартира была возвращена в Лозанну.
В апреле 2015 года Мариус Визер выступил с критикой деятельности президента Международного Олимпийского Комитета, после чего 17 федераций по различным видам спорта объявили о выходе из состава «Спорт-Аккорда».
В апреле 2017 года на конвенции организации, проходившей в Орхусе (Дания), она была переименована во Всемирное объединение международных спортивных федераций (англ. Global Association of International Sports Federations), восстановив, таким образом, свою изначальную аббревиатуру GAISF.